# Tristana (singolo)
Tristana è il quarto singolo dell'album Cendres de lune della cantautrice francese Mylène Farmer, pubblicato il 12 febbraio 1987.
La traccia è stata aggiunta nella seconda pubblicazione dell'album Cendres de lune insieme ad altri due remixes. Rappresenta uno dei singoli più apprezzati dai fan della rossa.
Il video che accompagna la canzone è uno dei cortometraggi più riusciti della carriera di Mylène Farmer: illustra la storia di Biancaneve (interpretata dalla Farmer) alle prese con la propria matrigna e con la rivoluzione russa durante la quale il videoclip è ambientato.
Il singolo vende circa 370 000 copie, raggiunge la #7 posizione della chart francese ed è certificato disco d'argento.
Nel 2009 il dj Offer Nissim ha presentato una versione remixata del brano durante i suoi spettacoli.

## Versioni ufficiali
1. Tristana (Single Version) (4:35)
2. Tristana (Wolf Mix) (4:21)
3. Tristana (Remix Club) (4:35)
4. Tristana (Version Live 89) (8:12)